# あさぎり町立あさぎり中学校
あさぎり町立あさぎり中学校（あさぎりちょうりつ あさぎりちゅうがっこう）は熊本県球磨郡あさぎり町上北にある公立の中学校。
2012年（平成24年）4月に町内の中学校5校が統合の上、開校。以来、あさぎり町唯一の中学校となっている。

## 概要
歴史
あさぎり町内の下記の中学校5校が2012年（平成24年）に統合して開校。2022年（令和4年）に創立10周年を迎えた。
- あさぎり町立上中学校
- あさぎり町立免田中学校
- あさぎり町立岡原中学校
- あさぎり町立須恵中学校
- あさぎり町立深田中学校

校地・校舎
旧・あさぎり町立上中学校の校地・校舎を継承している。
校訓
「自主・礼節・創造」
校章
5つの「A」を五芒星状に配置し、中央に「中」の文字を配している。Aは校名の「あさぎり（Asagiri）」の頭文字を表し、5つは統合前の5校を象徴している。
校歌
作詞は梅原捷次、作曲は中竹英昭による。歌詞は3番まであり、各番の歌詞中に校名の「あさぎり中学校」が登場する。
通学区域
「あさぎり町全域」
- あさぎり町立上小学校区
- あさぎり町立免田小学校区
- あさぎり町立岡原小学校区
- あさぎり町立須恵小学校区
- あさぎり町立深田小学校区

## 沿革
- 2012年（平成24年）4月1日 - あさぎり町立中学校全5校（上・免田・岡原・須恵・深田）を統合の上、「あさぎり町立あさぎり中学校」（現校名）が開校。旧・上中学校の校地および校舎を継承。

## 部活動
運動部
- 陸上部
- 野球部
- サッカー部
- バスケットボール部
- バレーボール部
- ソフトテニス部
- 卓球部
- 剣道部
- 柔道部
- 水泳部

文化部
- 吹奏楽部
- 美術部

## 交通アクセス
最寄りの幹線道路
- 熊本県道260号皆越免田線

## 周辺
- あさぎり町上総合運動公園・武道場
- 上総合運動公園野球場
- 上畜産センター